# Switch – In 4 Tagen um die Welt

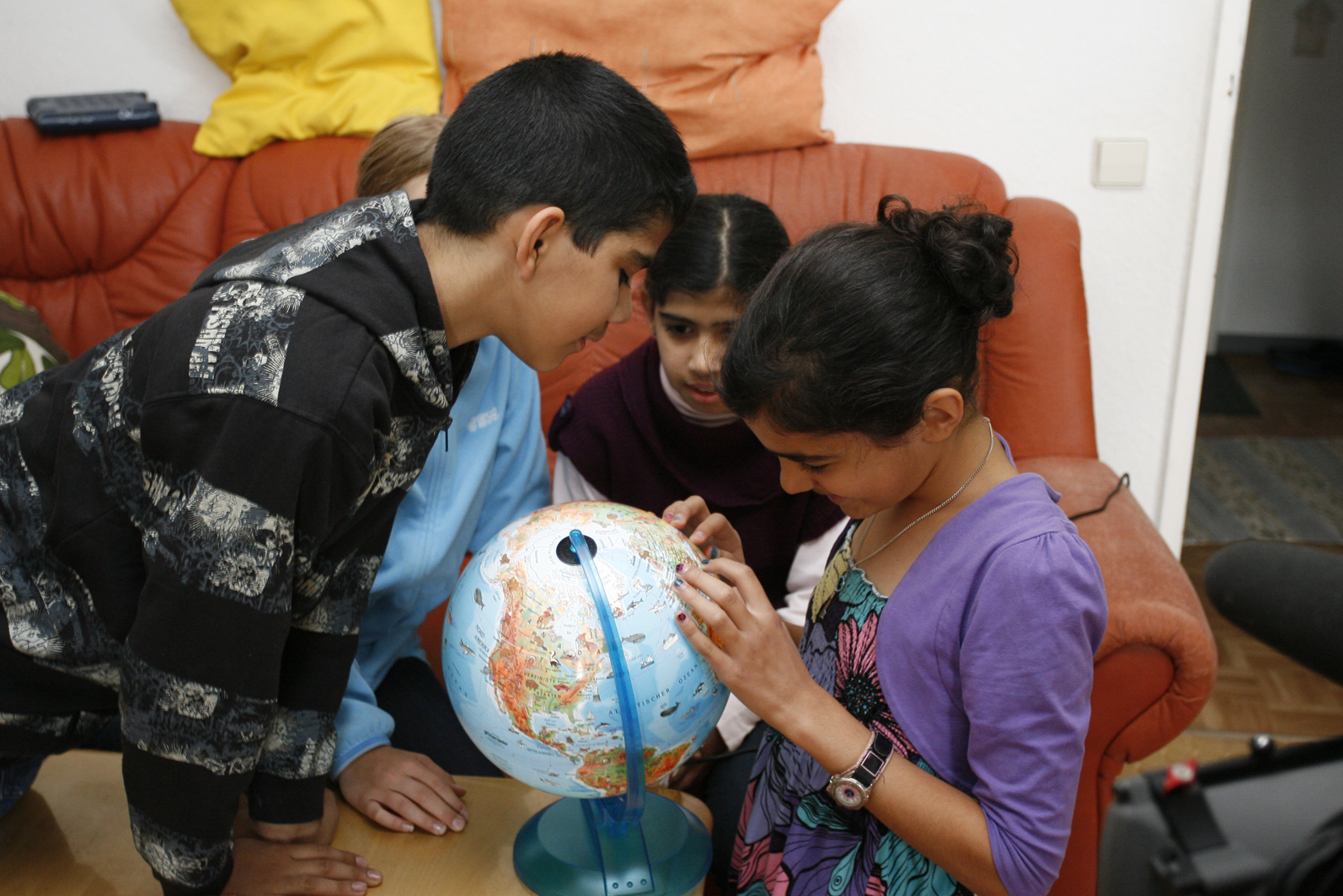
Kinder bei Switch – In 4 Tagen um die Welt

Switch – In 4 Tagen um die Welt ist ein von der Kulturbrücke Hamburg getragenes soziales Projekt. Es besteht aus einer Kinderweltreise in der eigenen Stadt mit dem Ziel, die Teilhabe am gesellschaftlichen Leben von Menschen mit Migrationshintergrund zu fördern. Die Reisen fanden bis jetzt in den Städten Hamburg und Lübeck statt.

## Die Idee
Kinder und Jugendliche im Alter zwischen 8 und 14 Jahren treffen sich an vier aufeinanderfolgenden Tagen von 10 bis 18 Uhr und lernen die Lebensgewohnheiten, den Alltag und die oftmals noch fremden Bräuche anderer Herkunftsländer kennen. Jedes Kind ist für einen Tag Gastgeber und lädt die anderen drei Teilnehmer zu sich nach Hause ein. Dort wird der Tag von der dazugehörigen Familie frei gestaltet. Die Kinder kochen und essen beispielsweise landestypische Speisen, basteln, musizieren und verkleiden sich. Auch ist es erwünscht, wenn die Eltern über ihre Kultur berichten, zum Beispiel in Form von spannenden Erzählungen über die Geschichte des Landes oder über die Gründe und Ursprünge der landestypischen Traditionen. Die gegenseitige Vermittlung der eigenen Kultur mit Unterstützung von Freunden und Familie, soll hier im Mittelpunkt stehen.

Am Ende der Reise schreiben die Kinder ein Reise-Tagebuch, in dem sie über das Erlebte berichten. Auf diesem Wege soll die Nachhaltigkeit des Projektes und die Selbstreflexion der Kinder gefördert werden. Die Reisen finden in Hamburg jeweils in den Sommer und Winterferien statt, in Lübeck im Frühling und im Herbst und sind immer kostenlos.

## Geschichte
- Das Projekt wurde 2005 von der Kulturbrücke Hamburg e.V. ins Leben gerufen.
- Am Pilotprojekt in dem Winterferien 2005/06 nahmen 18 Kinder aus 10 verschiedenen Nationen teil.
- 2009 wurde die erste Switch-Reise in Lübeck veranstaltet.

Bis jetzt gab 14 „Weltreisen in der eigenen Stadt“ in Hamburg und 6 in Lübeck. Insgesamt haben so an den 20 Reisen fast 900 Kinder plus deren Familien aus 75 Nationen an Switch teilgenommen.

## Ziel und Philosophie des Projekts
In Hamburg hat etwa jedes zweite Kind einen Migrationshintergrund. Mit Switch soll der interkulturelle Austausch und die Kommunikation zwischen den unterschiedlichen Kulturen verstärkt werden. Das Projekt möchte jungen Menschen ermöglichen, die Vielfalt anderer Kulturen und Lebensweisen kennen und schätzen zu lernen.
Es wird versucht, auf diesem Wege Vorurteile abzubauen. Die teilnehmenden Kinder der „Switch-Weltreisen“ treffen nicht nur auf viel Unbekanntes: Ziel ist es, dass die teilnehmenden Kinder spielerisch den Umgang mit anderen Kulturen lernen, damit sie so früh gesellschaftliche Lebenskonzepte wie Toleranz und Kulturelle Vielfalt verinnerlichen.
Am Projekt haben nicht nur 900 Kinder teilgenommen, auch deren Geschwister, Eltern, Freunde und Verwandte waren stets in das Projekt involviert, was den Wirkungskreis von Switch potenziert. So ist Switch eine unkomplizierte, jedoch sehr effektive Methode, Vorurteile bei Kindern gegenüber fremden Kulturen zu verhindern.

## Die Initiatorin
Frau Hourvash Pourkian, Vorstandsvorsitzende der Kulturbrücke Hamburg e.V., initiierte das Projekt 2005. Die Idee entwickelte sich aus Schlüsselerlebnissen ihrer Kindheit: Als gebürtige Teheranerin hat sie in ihrer Heimat viele verschiedene Menschen aus unterschiedlichen Kulturen kennengelernt. Besonders beeindruckt war sie von der Lebensweise einer japanischen Familie.
Schirmherr des Projekts ist der Hamburger Senator für Schule und Berufsbildung Ties Rabe.

## Preise
- Für das Projekt wurde die Kulturbrücke Hamburg e.V. im April 2012 von Angela Merkel ausgezeichnet.[3]
- startsocial Bundespreis 2011[4]
- Hanse-Merkur-Preis für Kinderschutz 2010[5]
- Bündnis für Demokratie und Toleranz 2009
- Deutscher Kinderpreis 2008: 1. Platz in der Kategorie „Kinder bewegen Deutschland“[6]
- Ausgewählter Ort 2008 „Deutschland – Land der Ideen“
- Goldene Göre 2006 vom Deutschen Kinderhilfswerk e.V.
- Das Projekt wurde im Jahr 2015 vom Rat für Nachhaltige Entwicklung mit dem Qualitätssiegel „Werkstatt N-Projekt“ ausgezeichnet.[7]